# A Sala Branca (Palácio de Buckingham)
A Sala Branca (em inglês: The White Drawing Room) é uma das mais íntimas Salas de Estado do Palácio de Buckingham, o White Drawing Room é regularmente usado para audiências e pequenas reuniões. A Rainha entra na sala através de uma porta escondida disfarçada de espelho e armário antes de receber convidados. Embaixadores e altos comissários de todo o mundo apresentam suas "credenciais" (uma espécie de currículo formal) a Sua Majestade quando assumem suas posições em Londres. Para eventos maiores, o quarto é freqüentemente usado para os principais convidados serem apresentados à Rainha antes de todos se mudarem para as Salas de Estado ao redor para se misturarem. Ao longo dos anos, o espaço também tem sido usado para transmissões de Natal e como cenário para fotografias familiares formais.

## Descrição

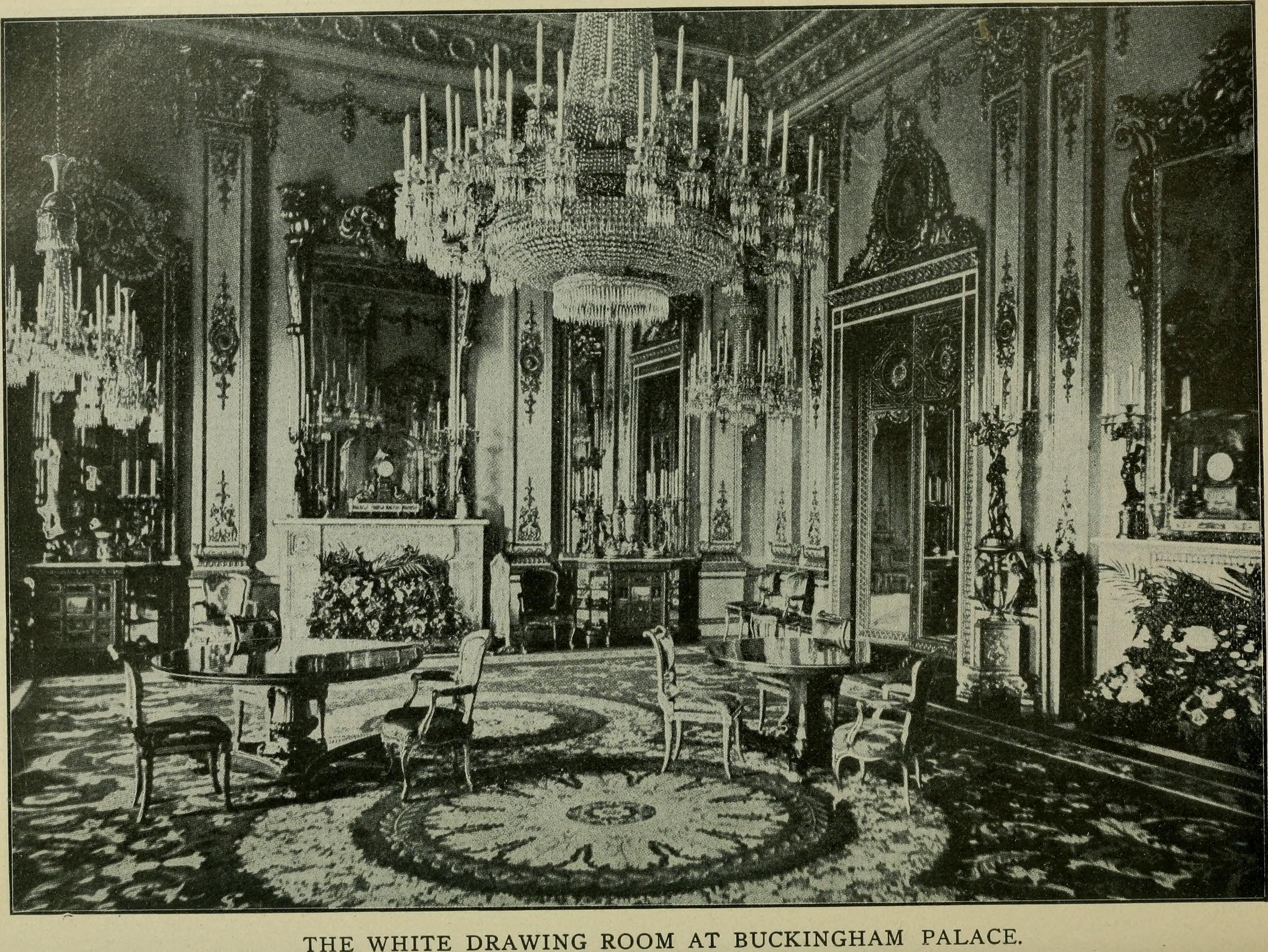
The White Drawing Room no Palácio de Buckingham, cerca de 1901.

### Retrato da rainha Alexandra da Dinamarca
Pendurado acima da lareira, este retrato surpreendentemente sofisticado e composto da rainha Alexandra da Dinamarca é talvez um dos destaques do retrato real do início do século XX. O artista, retratista da sociedade de sucesso François Flameng, pinta a rainha olhando diretamente para o espectador e usando a pequena coroa de diamantes feita para a rainha Vitória.
Este retrato incrivelmente sofisticado e composto da rainha Alexandra foi pintado pelo artista francês François Flameng em 1908. É talvez um dos destaques do retrato real do início do século XX. A rainha se senta em um degrau de pedra, olhando diretamente para o espectador; vestida com um vestido de seda branca, gaze diáfana sugeria seus braços e ombros. Ela está vestindo a fieira e a estrela da Ordem da Jarreteira, seu colar collier résille, fabricado pela Cartier em 1904, e o Koh-i-noor em sua configuração de broche. Uma paisagem arborizada e sugestão de um edifício ou castelo ao fundo.
As sessões do artista foram gravadas em fevereiro de 1908 e em 9 de abril o Tribunal Circular declarou que durante sua visita a Paris, o Príncipe e Princesa de Gales, o futuro Jorge V e a rainha Maria de Teck, visitaram o ateliê de M. Flameng e inspecionaram. o retrato da rainha Alexandra que ele foi contratado para pintar. ”A pintura foi incluída em uma exposição de 'Uma Seleção de Retratos de François Flameng de Senhoras Bem Conhecidas na Sociedade', realizada na Agnews de junho a julho. Outras sessões são gravadas em 16, 17 e 18 de julho no Palácio de Buckingham. A pintura foi pendurada pela primeira vez na Sala de Desenho Crimson no Castelo de Windsor, mas foi transferida para o Palácio de Buckingham em 1949.
François Flameng foi um retratista da sociedade de sucesso que recebeu comissões em Paris, Londres e Nova York. Nascido em Paris em 6 de dezembro de 1856, ele primeiro treinou com seu pai, Leopold, um gravador, antes de estudar com Cabanal e JP Laurens na École des Beaux Arts. Um retrato de corpo inteiro de Maria Feodorovna (1847-1928), irmã mais nova da Rainha Alexandra, datada de 1894, está no Museu Hermitage do Estado. Um retrato de Lady Duveen, datada de 1910, em um vestido de seda branco, está na Galeria de Arte Ferens; aqui a pose é semelhante, embora invertida, e um plano de fundo sombreado similar é incluído. Pintado com a mesma técnica de bravura de seus contemporâneos, John Singer Sargent e Philip de Laszlo, o cenário externo e a representação do vestido de seda também conectam a pintura a obras de artistas anteriores como Peter Lely e Thomas Gainsborough.

### Escrivaninha
Esta escrivaninha foi feita por volta de 1775, provavelmente por um dos maiores marceneiros franceses, ou ébénistes, Jean-Henri Riesener, e destinada ao uso por um membro muito rico da corte francesa, ou possivelmente um membro da família real francesa. Comprado por Jorge IV em 1825, é folheado com marchetaria e incrustado com troféus e flores. A marchetaria teria aparecido originalmente como cores vivas, incluindo púrpuras e verdes, algumas através de coloração natural e outras com o uso de corantes, os quais se desvaneceram ligeiramente com o tempo.

### Sappho
Esta estátua de mármore é uma das primeiras encomendas reais que o escultor William Theed recebeu após seu retorno de Roma em 1848, período em que ele estava consolidando sua reputação como um dos escultores neoclássicos de maior sucesso na Inglaterra. Concluída em 1851 a um custo de £ 157.10, esta estátua de comprimento total em mármore do poeta grego Sappho foi apresentada pelo Príncipe Alberto como presente à Rainha Vitória em 26 de agosto daquele ano. Foi encomendado para Osborne House, a residência de verão que a rainha Vitória e o príncipe Alberto reconstruíram na Ilha de Wight, e foi colocada no corredor do primeiro andar localizado na Ala Sul. A rainha Vitória e o príncipe Alberto, que eram colecionadores de arte ativos, montaram uma importante coleção de esculturas contemporâneas de mármore neoclássico. Safo foi um dos poetas mais famosos da Grécia antiga e seus poemas, altamente rítmicos, foram compostos para serem recitados ao som de uma lira. Safo é retratado em uma delicada contraposto pose com a cabeça baixa, segurando uma lira na mão esquerda que ela repousa sobre a coxa esquerda, e parcialmente vestida com cortinas reunidas em torno de seus quadris e vestindo uma coroa de louros na cabeça. Esta estátua de mármore de comprimento total de Sappho foi reproduzida em 1851 e 1869 por Copeland, o fabricante de cerâmica, em versões reduzidas em parian ware. O parian ware era um tipo de porcelana de biscoito acessível que imitava o mármore branco. Após a morte da Rainha Vitória em 1901, a estátua foi transferida para o Palácio de Buckingham em março de 1902.

### Grande Piano
Piano de cauda com superfície dourada e pintada por François Rochard em cores policromáticas com cantos e motivos bereanescos. Molduras e borda de piano de bronze, perseguido e dourado. Apoiado em três pernas cabriole de madeira dourada com guirlandas de flores pesadas e esculpidas no topo com dois pergaminhos flanqueando uma flor proeminente. Pedal em forma de lira em madeira dourada com decoração foliáceo.
O piano foi construído em 1856 pela empresa S & P Erard.
Para a rainha Vitória e o príncipe Alberto, o piano era o centro da produção musical em casa e instalaram pianos nos apartamentos particulares de todas as residências. Juntos, eles tocaram arranjos de aberturas e sinfonias, e se acompanharam na música. Este instrumento elaboradamente decorado por Erard foi concebido como uma peça para as Salas de Estado no Palácio de Buckingham. O estojo dourado é decorado no estilo francês do início do século XVIII, com querubins e cantos - cenas cômicas envolvendo macacos tocando instrumentos musicais e fazendo travessuras. A rainha Vitória possuía um piano decorado de maneira semelhante quase vinte anos antes. Em seu diário de 5 de março de 1839, ela escreveu: "O lorde Melbourne admirava o novo piano pintado que eu tinha na sala de visitas e dizia: 'Eu gosto desses macacos". (QVJ)
François Théodore Rochard (Paris 1798 - Londres 1858), foi um pintor em miniatura, e o irmão mais novo do miniaturista Simon Jacques Rochard (1788-1872). Ele exibiu miniaturas na Royal Academy na maioria dos anos entre 1820 e 1855, mas este exemplo de motivos singulares e berainesque difere das outras obras de Rochard e é o único exemplo conhecido por este artista.
Erard foi fundado por Sébastien Erard (1752-1831). Treinado em Estrasburgo, Erard mudou-se para Paris em 1768 e começou a fazer pianos para a nobreza francesa. Mais tarde ele foi acompanhado por seu irmão Jean-Baptiste Erard (1749-1826) e os negócios cresceram, especialmente depois das comissões reais de Maria Antonieta, mas sofreram durante a Revolução Francesa. A família abriu uma loja em Londres em 1790/1, que se concentrou na produção de harpas. Sébastien é famoso por fazer um grande número de melhorias técnicas e invenções e tirou entre quinze e vinte patentes apenas na Inglaterra. Após a morte de Sébastien Erard, o filho de Jean Baptiste, Pierre (1794-1855), assumiu os negócios em Paris e Londres, conquistando uma medalha de ouro na Exposição de Paris de 1824 e mais tarde tornando-se pianista de Alberto, Príncipe consorte. Muitos ilustres pianistas tocaram instrumentos Erard, incluindo Liszt e Mendelssohn.

### Torchéres
Dois pares de seis candelabros de luz dourada e bronze patinado. Cada par é composto por um fauno e um mehor em bronze patinado de um design correspondente, mas invertido. Cada um segurando uma cornucópia cheia de uvas e folhas de videira de onde a primavera perseguia ramos serpenteantes para as seis luzes. A seus pés há tubos de pan e tazzas, tamborins dourados presos na cintura.
Versões desses candelabros foram produzidas nos séculos XVIII e XIX. Um projeto para o candelabro e suas bases, possivelmente pelo marchand-mercier Dominique Daguerre, existe no Musée des Arts Decoratifs, Paris. Um par de versões do século XVIII, do palácio real das Tulherias, com figuras atribuídas a Claude-Michel Clodion, está agora no Museu do Louvre.